# Massenchromatogramm
Ein Massenchromatogramm ist ein Diagramm zur Darstellung von Messdaten aus der Massenspektrometrie. Auf der X-Achse wird die Retentionszeit angegeben und auf der Y-Achse die Signalintensität. Die in den Messdaten enthaltenen Informationen über das Masse-zu-Ladung-Verhältnis wird im Massenchromatogramm nicht dargestellt, um stattdessen einen Fokus auf andere Messgrößen wie dem Gesamtionenstrom, oder eben der Signalintensität an einzelnen Messpunkten des Masse-zu-Ladung-Verhältnisses zu legen. In der Regel werden Massenchromatogramme mit verschiedenen Arten von Chromatographie-gekoppelten Messgeräten verwendet (LC-MS, GC-MS etc.).

## Gesamtionenstromchromatogramm (TIC, TICC, RTIC, RTICC)

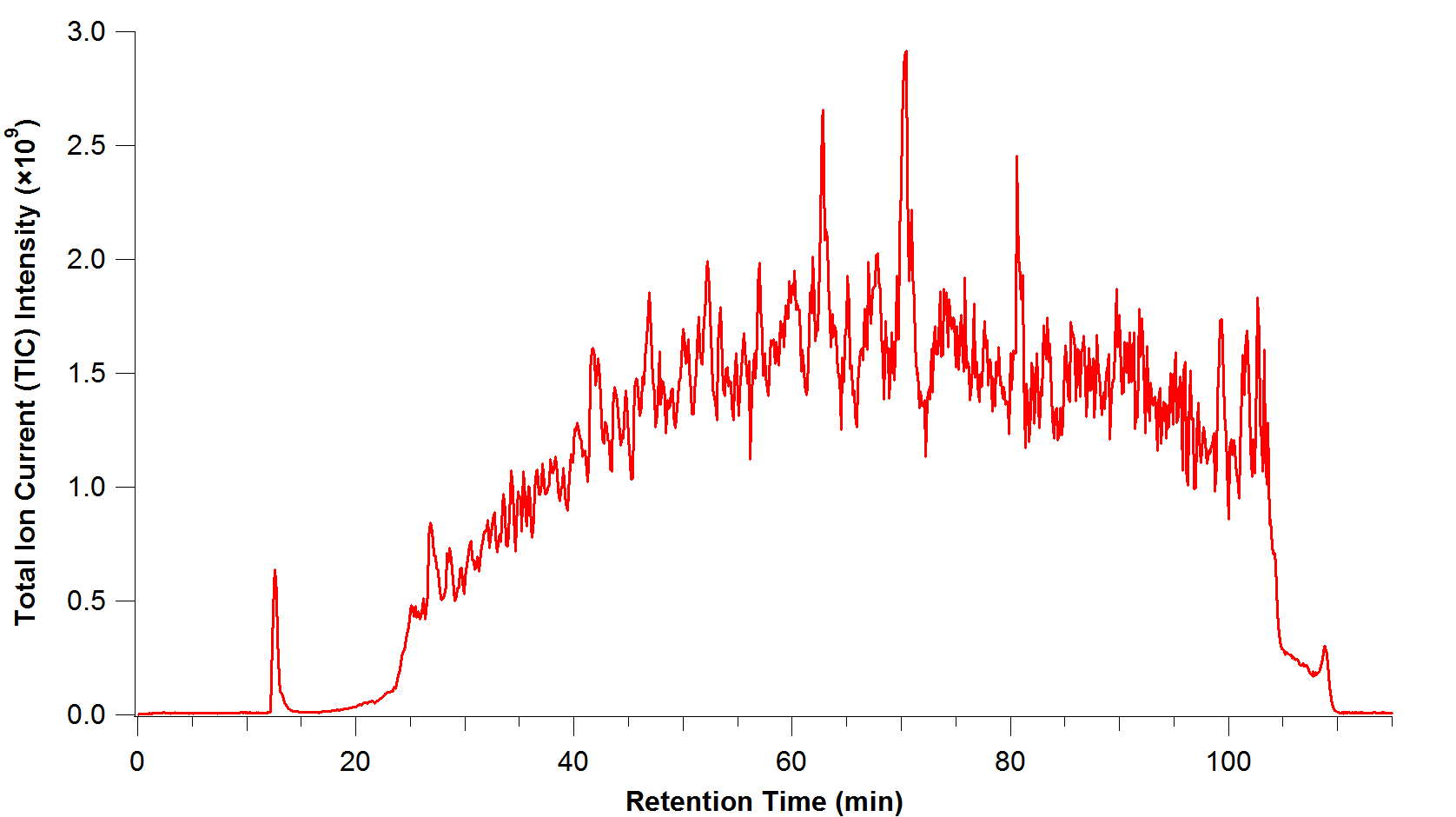
Beispielhaftes TICC einer LC-MS-Analyse.

Das Gesamtionenstromchromatogramm (TICC) zeigt die aufsummierte Intensität aller Signale zu einer bestimmten Zeit. In komplexen Proben liefert das TICC oft nur begrenzte Information, weil verschiedene Analyten simultan eluieren.

## Basispeakchromatogramm (BPC)

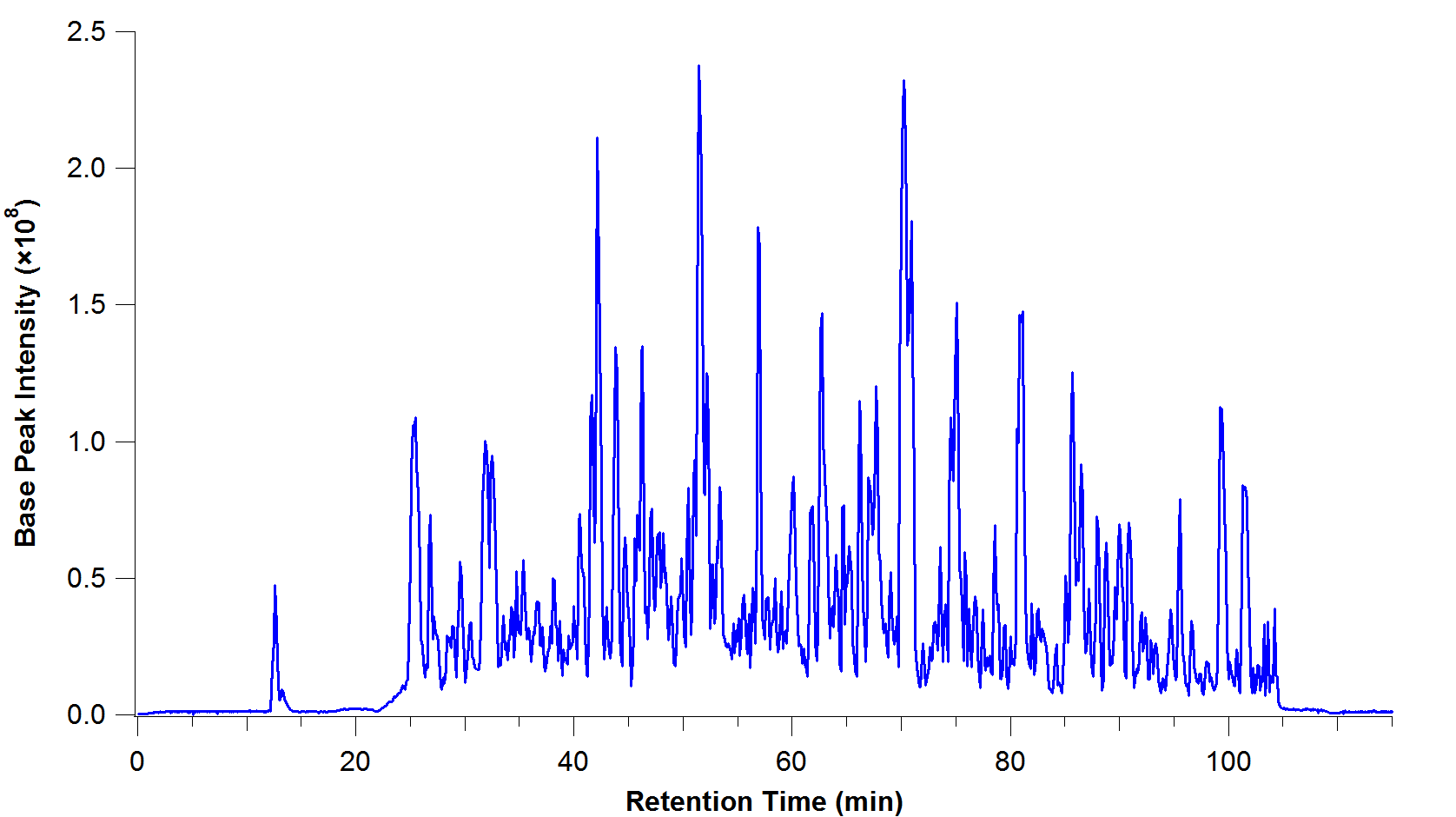
Beispielhaftes BPC einer LC-MS-Analyse.

Das Basispeakchromatogramm ähnelt dem TICC, zeigt aber nur jeweils die Intensität des Basis-Peaks (Signal der höchsten Intensität) in jedem Spektrum. Es zeigt also die Intensität des zu jeder Zeit intensivsten Signals. BPCs erlauben oft eine differenziertere Interpretation der Messdaten, weil sie rauschärmer sind als die TICCs.

## Extrahiertes Ionenchromatogramm (EIC)

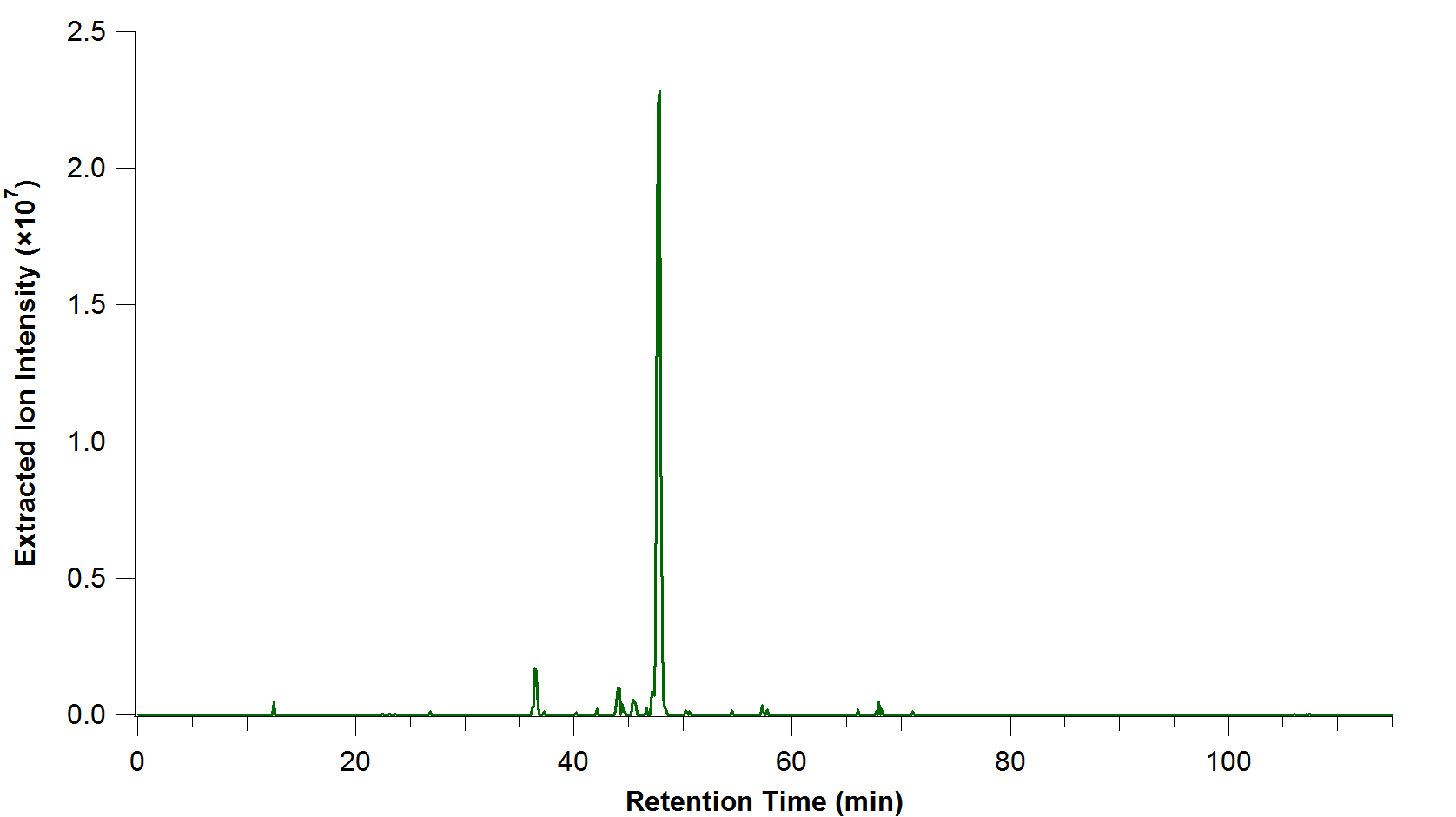
Beispielhaftes EIC einer LC-MS-Analyse.

In einem extrahierten Ionenchromatogramm, auch rekonstruiertes Ionenchromatogram (RIC), wird einer oder mehrere m/z-Werte der zu untersuchenden Analyte aus der Gesamtmenge der Messdaten ausgewählt (extrahiert). Aus diesem Messbereich werden jeweils entweder die Basispeakintensitäten oder der entsprechende Teilionenstrom gegen die Zeit aufgetragen. Wie die Grenzen des Messbereichs dazu gelegt werden sollten wird durch die Massengenauigkeit und die Massenauflösung des Messgerätes bestimmt.
Ein EIC kann dabei helfen, Messdaten neu zu prüfen; z. B. auf zuvor unerwartete Analyten, Isomere, um koeluierende Substanzen aufzulösen oder schlicht um das Auftreten der zu untersuchenden Substanz optisch klar darzustellen.
Der Extraktionsvorgang ist hierbei als Metapher zu verstehen: Die Extraktion findet nicht chemisch oder physikalisch statt, sondern ist eigentlich eine Selektion einzelner Messdaten aus der Gesamtmenge der Messdaten. Dadurch unterscheidet sich auch das EIC vom SIM (s. u.).

## Selected Ion Monitoring Chromatogramm (SIM)
Ein Selected Ion Monitoring Chromatogramm ähnelt einem EIC, ist aber eigentlich eine Messmethoden-Bezeichnung. Das Spektrometer wird hier im sogenannten SIM-Modus betrieben, was bedeutet, dass nur Daten zu bereits im Vorhinein festgelegten m/z-Werten überhaupt aufgenommen werden. Dies kann sowohl bei herkömmlichen, als auch bei Tandem-MS-Geräten durchgeführt werden. Bei den herkömmlichen Geräten ist die Messmethode aber weiter verbreitet. Letztendlich führt das zu ähnlichen Ergebnissen wie in einem EIC dargestellt, setzt aber ein bereits vorhandenes Wissen z. B. über die Fragmentierung, Isomere, oder Isotopenverteilung des Analyten voraus. Der SIM-Modus wird vor allem zur Quantitativen Analyse genutzt. Vorteilhaft ist hierbei die erhöhte Detektorzeit der untersuchten Ionen bei gleichzeitig drastisch reduzierter Messzeit. Somit verbessert sich allgemein die Empfindlichkeit. Durch die hochaufgelöste Variante lassen sich hier auch isobare Interferenzen eliminieren.

## Selected Reaction Monitoring Chromatogramm (SRM, MRM)
Ein Selected Reaction Monitoring Experiment ist sozusagen eine detaillierte SIM Messung, die zwingend auf einem Tandem-Massenspektrometer durchgeführt werden muss. Es ist die Detektion eines spezifischen Produkt-Ions, welches durch Fragmentierung eines spezifischen Vorläufer-Ions entsteht. Dabei wird zuerst die Masse des Vorläuferanalyten selektiert und andere Ionen ausgeschlossen. Das Vorläufer-Ion wird dann in der Gasphase fragmentiert und wiederum wird nur ein bestimmtes Fragment-Ion betrachtet. Somit ergibt sich im SIM-Chromatogramm eine besonders hohe Spezifität.
Eine noch weiter entwickelte Methode ist das Multiple Reaction Monitoring (MRM), welches die simultane Detektion mehrerer koeluierender Analyten mit unterschiedlichen Vorläufer- und/oder Produkt-Ionen erlaubt.